# Josep Lapeyra
Josep Domènec Dionís Lapeyra i Rubert (Barcelona, 23 de diciembre de 1861-17 de junio de 1924) fue un compositor español.

## Biografía
Se formó como alumno de Anselmo Barba y Josep Rodoreda. Fundó, con Joan Gay, la Institución Catalana de Música (1896) y fue uno de los promotores de la Asociación Musical de Barcelona. También fue el fundador del Orfeón Canigó y de la Academia de Música de San Gervasio. Fue el primer director del coro femenino del Orfeón Catalán, que posteriormente dirigió su cuñada, la soprano Emerenciana Wehrle. Colaboró con Enric Morera en su iniciativa del Teatro Lírico Catalán.
Fue autor de obras sinfónicas (La fada de Roses, 1892) y líricas (Hydromel, 1892; Colometa la gitana, 1901), así como canciones (La filadora, Primavera); también armonizó canciones y bailes populares.